# Историческа демография
Историческата демография е специализирана историческа дисциплина, която изучава структурата на населението в миналото. Специална част от историческата демография е палеодемографията, която изучава развитието на населението в праисторията.
За създател извел дефиницията за историческата демография като научна дисциплина се счита Франция и френския учен Луи Анри, който се занимава с фертилитета в 20 век.
Историческата демография изучава и анализира демографската структура и тенденциите в развитието на населението в исторически контекст по групи (социални, полови, възрастови, етнически), географски (градове, страни, региони, континенти) и исторически категории (държави). За целта се изследват и анализират различни исторически източници (документи, регистри и т.н.). Историческата демография изучава промените в раждаемостта и смъртността на населението, прогнозирайки различните фактори в исторически контекст, които са оказали или могли да въздействат върху нарастването или намаляването на населението, като болести, войни, политически, икономически, социокултурни промени и др.